# Dolna Banjica
Dolna Banjica (makedonska: Долна Бањица) är en ort i Nordmakedonien. Den ligger i kommunen Gostivar, i den västra delen av landet, 50 kilometer sydväst om huvudstaden Skopje. Dolna Banjica ligger 540 meter över havet och antalet invånare är 10 147.